# مبيد طحالب

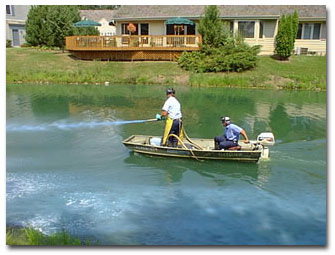
رش مبيد الطحالب في البركة.

ألجايسيد أو مبيد الطحالب عبارة عن مبيد بيولوجي يُستخدم في في قتل الطحالب ومنع نموها.

## المبيدات الطبيعية للطحالب
يُوضع قش الشعير في إنجلترا في أكياس شبكية ويتم تعويمها في أحواض الأسماك أو الحدائق المائية للمساعدة في الحد من نمو الطحالب دون الإضرار بالنباتات والحيوانات الموجودة في الأحواض. لم توافق وكالة حماية البيئة الأمريكية بعد على استخدام قش الشعير كمبيد للآفات وقد جاءت فاعلية استخدامه كمبيد للطحالب في الأحواض بنتائج متباينة في الاختبارات التي أجريت في الجامعات في كل من الولايات المتحدة وإنجلترا.

## المبيدات الصناعية للطحالب
تشتمل المبيدات الصناعية للطحالب على كبريتات النحاس التي تعد سامة جدًا والبولي كوات (Polyquat).

## وصلات خارجية
- National Pesticide Information Center (NPIC) Information about pesticide-related topics.